# Klass mot klass
Klass mot klass är ett album från 1995 av det socialistiska punkbandet Eld Attack Krossa.

## Låtar på albumet
| Nr | Titel                    | Längd | Notering                         |
| -- | ------------------------ | ----- | -------------------------------- |
| 1. | "Vapen åt folket"        | 01:35 |                                  |
| 2. | "Mördades fria republik" | 05:27 | Cover av Dan Berglunds låt.      |
| 3. | "Sylvia Persson"         | 03:48 |                                  |
| 4. | "Kvinna, res dig"        | 02:51 |                                  |
| 5. | "Ett sjukt samhälle"     | 04:32 |                                  |
| 6. | "Ni snackar"             | 03:13 | Låten handlar om Vänsterpartiet. |
| 7. | "Kampens väg"            | 05:43 | Cover av Dan Berglunds låt.      |
| 8. | "Klass mot klass"        | 02:31 |                                  |

## Övrigt
Enligt konvolutet har skivan erhållit stöd från tidningen Rebell. Texten "Hedras skall kamraterna vilka stupade vid Entebe" finns också med i konvolutet, antagligen avses Operation Entebbe.